# 南海りんかんバス
南海りんかんバス株式会社（なんかいりんかんバス）は、和歌山県のバス会社。

## 概要
南海電気鉄道の100%出資子会社で、橋本市の路線を運行する橋本営業所と、世界遺産の霊場高野山内の路線および護摩壇山や奈良県野迫川村への急行バスを運行する高野山営業所がある。また両営業所ともに貸切バス事業も行っている。これら2つの営業所は直接自社の路線で繋がっておらず、南海高野線・南海鋼索線を介して接続する。鋼索線運休時や災害による鉄道不通時は、橋本・高野山の両営業所間で車両融通をしながら代行輸送を行う（大阪の南海バスによる応援車もある）。
高野山内のバス運行区間のうち高野山駅前から女人堂の手前までは南海りんかんバス専用道路となっており、南海りんかんバス以外の車両は通行することができない。
野迫川村においては、1日数便とは言え村の中心部を走るバスの一つであり、また同村内では唯一の民間バス路線である。また、「高野山・熊野」聖地巡礼バスの高野山駅前・護摩壇山区間（護摩壇山・栗栖川・熊野本宮大社前区間は龍神自動車による運行）を担当しており、龍神温泉へのアクセスの一翼を担っているほか、高野山と熊野本宮大社を短絡する移動手段となっている。
2004年に高野山が世界遺産に登録以降、海外、特にフランスからの来訪者が増加したため、高野山営業所の車内放送は日本語、英語、フランス語の3か国語対応となっている。国内の世界遺産登録地を走る路線バス会社としては最小規模ながら、高野山駅前でケーブルカーが到着するたび担当運転士が案内チラシをもって待機し、到着旅客にチラシを配り、英語で案内する活動が国内他社に例を見ないユニークなものとされ、和歌山県の観光功労賞を受賞している。
このほか、高速バス「京都高野山線」（季節便、京阪バスと共同運行）や、高野山麓世界遺産アクセスバス（おおむね9月中旬から11月下旬）の運行を行っている。また、2016年大河ドラマ「真田丸」にゆかりの九度山町内で「九度山町巡回バス（通称「赤備えバス」）」を運行した。

## 沿革
- 1992年11月2日：会社設立[1]。
- 1993年4月1日：南海電鉄の路線バス部門（現・南海バス）のうち、高野山・橋本の両営業所を分社化して業務開始[3]。
- 2012年3月：貸切バス事業を開始[2]。
- 2015年12月5日：系統番号を導入[4]。
- 2019年9月1日：自社専用バスカードの販売を停止し（同年11月1日に利用を停止）、紙式回数券の販売を開始[5]。
- 2020年3月14日：PiTaPa・ICOCAなどの交通系ICカードおよび南海バスのICカード「なっち」を導入[6][注釈 2]。
- 2020年4月1日：紙式回数券の販売を停止（同年6月1日に利用を停止）[7]。
- 2023年10月1日：1991年以来32年ぶり（消費税率引き上げによる値上げを除く）に運賃を改定[8][9]。
- 2025年3月31日（予定）：「なっち」の販売を停止予定（同年9月1日に利用を停止予定）[10]。

## 本社および営業所
- 橋本営業所（本社）
  - 和歌山県橋本市市脇5-1-24
- 高野山営業所
  - 和歌山県伊都郡高野町大字高野山（南海電鉄高野山駅前）

## 高速バス
- 京都高野山線：京都駅八条口・高速京田辺 - 大門南駐車場[注釈 3]・奥の院前（高野山）・高野警察前（金剛峯寺北）[注釈 4]

京阪バスとの共同運行。2019年度より運行され、同年度は9月20日〜11月24日に、2020年度は9月18日〜11月30日に1日2往復運行された。朝に京阪バスでの高野山行きとりんかんバスの京都行き、夕方に京阪バスの京都行きとりんかんバスの高野山行きが運行されていた。2021年度は4月23日より1日1往復（朝に高野山行きと夕方に京都行き）、9月2日より2往復（朝に高野山行きが2本と夕方に京都行きが2本）運行された。2022・2023年度もほぼ同様の形態で運行されたが、2024年度は秋季も1往復となった。

## 一般路線バス
バス専用道（高野山駅前～女人堂間）において道路構造物の健全度調査を実施するため、2024年8月26日より当面の間、高野山駅前 - 千手院橋で町道・大門を経由する迂回運行を行い、間の女人堂 - 高野警察前間を運休することとなった。2025年2月7日に公式ホームページの路線図から運休区間のバス停が削除された他、迂回に関する告知も削除されており、同日以降は大門経由が通常ルートとなっている。

### 高野山スカイライン急行バス
記載停留所以外は通過する。予約制である。スルッとKANSAIのカード類は使用不可。

#### 立里線
高野山駅前から、高野山内を経由して、野迫川村方面を結ぶ路線。終点付近にある立里荒神社は弘法大師空海が高野山の開山の際に勧請したといわれている神社であり、「立里の荒神さん」として親しまれている。
2021年4月以降、土休日1往復のみの運行となっている。以前は平日、土休日とも2往復（うち1往復は冬期運休）運行していた。
- 11系統：高野山駅前 - 千手院橋 - 奥の院前 - 野迫川村役場前 - 荒神口 - 立里荒神前 - 立里

終点の立里停留所にはホテル開運荘が存在し、雲海が見渡せるホテルとして有名であったが、2012年以降休止となっている。また隣接して南海電鉄や富士火災海上保険の指定保養所施設が存在しているが、現在は利用されておらず、廃墟状態と化している。
旧ルート上は桜峠下停留所(通過) - 天狗木峠停留所(通過、廃止) - 野迫川村役場(上垣内)間において県道53号高野天川線を使用していた。同道路は狭隘道路のため、大抵の場合小型車で運行されていたが、現在は高野龍神スカイライン経由のため専ら龍神線と同じ急行専用車で運行される。
新ルートとなって以降、千手院橋から野迫川村役場前までは、同じルートで野迫川村営バスが平日のみ運行されており、役場までの運賃は急行バスの立里線より安い。立里線の平日運休以降、千手院 - 高野山駅の延伸と2往復への増便が行われており、平日に高野山駅・高野町から野迫川村に日帰りで向かう場合は村営バスを利用できるようになっている。

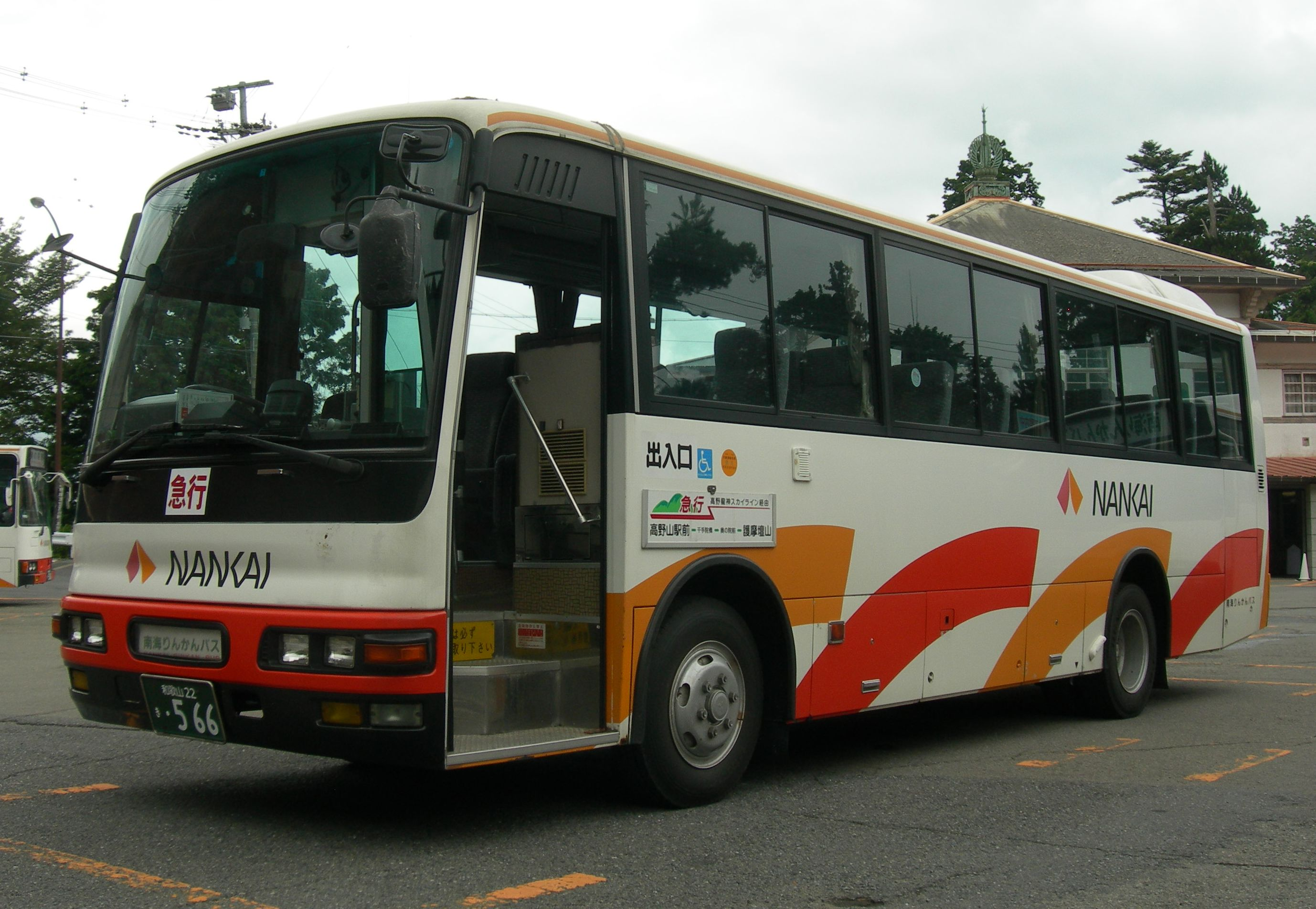
高野龍神線の車両

#### 高野龍神線（世界遺産「高野山・熊野」聖地巡礼バス）
龍神自動車と連携して高野山駅前と田辺市の龍神温泉、さらに紀伊田辺駅前、本宮大社前を結んでいる路線である。高野山駅前から、高野山内、高野龍神スカイラインを経由し、高野山と龍神温泉のほぼ中間に位置する護摩壇山で両社のバスを乗り換える運行形態をとっている。この路線は急行路線であるため、車両も一部を除きリクライニングシート付きの急行線用バスが使用される。
2024年度は火曜日と水曜日を除いた曜日の4月 - 11月に1往復運行している。冬季（12月 - 3月）は運休する。2019年度以前は冬季を除き平日1往復、土休日2往復の運行だったが、新型コロナウイルス感染症の流行に伴い運休となったほか、年度によって土休日のみの運行となる、春季・秋季のみの運行となるなどの変化があった。
- 12系統：高野山駅前 - 千手院橋 - 奥の院前 - 野迫川村総合案内所前 - 護摩壇山

高野龍神スカイラインが1980年7月21日に開通したことを受け、同年8月3日に運行を開始した。2016年度より熊野本宮大社方面との接続を開始した。翌2017年度より龍神自動車の路線と合わせて「世界遺産『高野山・熊野』聖地巡礼バス」と呼称されている。

### 高野山営業所一般路線
高野山内の移動によく使われる路線である。各路線とも高野山駅前から千手院橋までは同経路を通り、そこから各方面に分かれていく。一番運行本数が多いのは、奥の院前行である。この奥の院前行は、観光客が多い時期に臨時便の運行がなされており、高野山内の移動は非常にしやすくなっている。

#### 鶯谷線
千手院橋で高野山内線と分岐し、北東に進む路線。54系統は専用道の健全度調査による迂回により、2024年8月26日に新設された。55系統は高野山小学校の移転に伴い2024年8月31日から運行を開始した。
- 54系統：高野山駅前 - 大門 - 金堂前 - 金剛峯寺前 - 千手院橋 - 中之橋霊園
- 55系統：高野山駅前 - 大門 - 金堂前 - 金剛峯寺前 - 千手院橋 - 高野山学びの杜

#### 高野山内線（高野山駅前発着路線）
千手院橋から東に進む路線。専用道の健全度調査による迂回により、2024年8月26日に新設された。
- 41系統：高野山駅前 - 大門 - 金堂前 - 金剛峯寺前 - 千手院橋 - 一の橋口 - 奥の院前
- 42系統：高野山駅前 → 大門 → 金堂前 → 金剛峯寺前 → 千手院橋 → 奥の院口 → 奥の院前
- 43系統：高野山駅前 → 大門 → 金堂前 → 金剛峯寺前 → 千手院橋 → 奥の院口 → 一の橋口 → 千手院橋 → 金剛峯寺前 → 金堂前 → 大門 → 高野山駅前
- 44系統：高野山駅前 - 大門 - 金堂前 - 金剛峯寺前 - 千手院橋 - 一の橋口 - 奥の院前 - 桜峠下
  - 奥の院前 - 桜峠下間で狭隘道路を走行するため小型車が用いられる。
- 53系統：高野山駅前 - 大門 - 金堂前 - 金剛峯寺前

基本的には41系統、9 - 13時台に高野山駅前を発車する便は42系統として、土休日の夜間に1本高野山駅前 - 奥の院口のみを運行する43系統がそれぞれ運行されている。桜峠下に向かう44系統は平日の朝1往復のみ運行されている。53系統は区間便として、20時半以降に運行される。
なお、路線図には41系統の大塔口経由となる45系統が掲載されているが、2025年3月時点では運行されていない。

#### 高野山内線（その他）
51系統は千手院橋の東西を結ぶ路線。後述の千手大門線と同様に、2015年4月1日よりパークアンドライド用に新設された大門南駐車場前まで延伸した。36系統は高野山小学校の移転に伴い2024年8月31日から運行を開始した。
- 51系統（往路）：大門南駐車場 → 大門 → 金堂前 → 金剛峯寺前 → 千手院橋 → 奥の院口 → 奥の院前
- 51系統（復路）：大門南駐車場 ← 大門 ← 金堂前 ← 金剛峯寺前 ← 千手院橋 ← 一の橋口 ← 奥の院前
- 36系統：奥の院前 - 千手院橋 - 金堂前 - 大塔口 - 高野山学びの杜

51系統は1往復（往路は平日運休）のみ運行。後述の千手大門線が休止となったため、大門南駐車場へは1往復のみの乗り入れとなっている。

### 橋本営業所一般路線

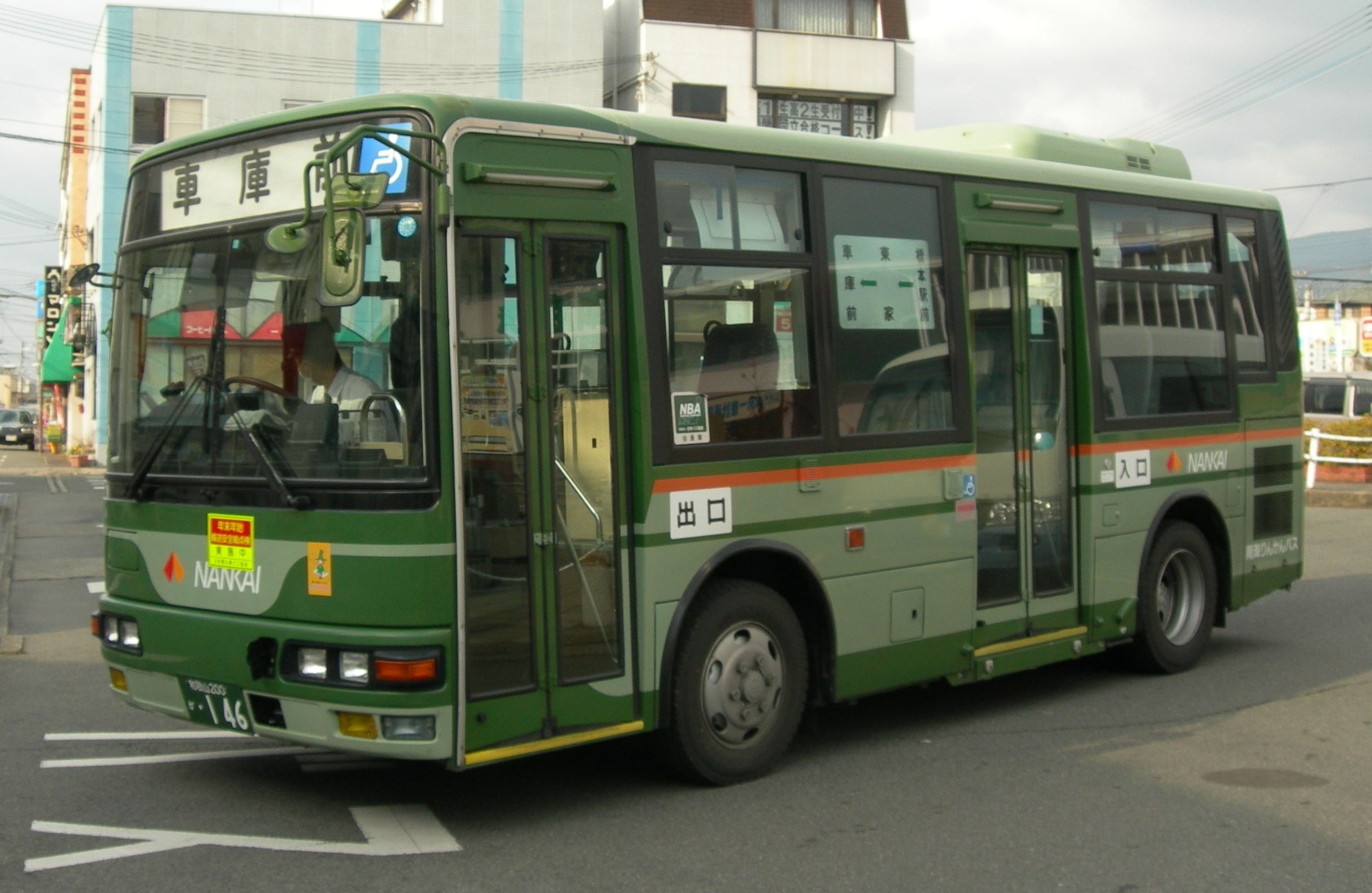
橋本市内線の車両

#### 橋本市内線
橋本駅の西にある車庫への路線。橋本駅発着の3路線の休止と紀見橋本病院線の車庫前延伸により、平日片道1本のみとなった。
- 51系統：橋本駅前 - 橋本市役所前 - 車庫前（旧：橋本市民病院）

#### 紀見橋本病院線
2020年1月6日より新設。従来の無料市民病院送迎バスを有料路線に置き換えた。
- 55系統：車庫前 - 橋本市役所前 - 橋本駅前 - 原田北 - 小原田 - 御幸辻駅筋 - 紀見 - 城山台センター - 橋本市民病院前

小原田 - 紀見間は廃止された平野線と同一の停留所を経由する。2023年4月3日から車庫前に延伸した。

#### 紀見線
林間田園都市駅の北側にある紀見ヶ丘に向かう系統と、橋本駅の西にある車庫への入出庫系統がある。かつては橋本駅前から紀見峠までの系統もあった。
- 21系統：林間田園都市駅前 - 紀見ヶ丘
- 14系統：車庫前 - 林間田園都市駅前（途中無停車）
  - 2015年12月5日より[4]国道371号（後にバイパス経由）で運行していた回送便の一部を客扱い開始。車庫への入出庫と北部新興住宅地から市役所方面へのアクセスも兼ねている。

#### 林間田園都市線
林間田園都市駅から南海橋本林間田園都市の各住宅地に向かう路線。三石台沿いの道を南下、東に向きを変え城山台、小峰台を経由する。その後、さらに東進し霜草経由で彩の台に直行する便と、北回りの経路で彩の台に向かう便（橋本市民病院前・小峰台二丁目経由）、およびそれらの途中止めの便がある。
彩の台を経由する系統については特筆なき場合、林間田園都市駅前を出発し、彩の台を循環したのち、同一経路で林間田園都市駅に戻っている。
- 彩の台を経由しない系統
  - 31系統：林間田園都市駅前 - 橋本市民病院前
  - 32系統：31系統を初芝橋本高校前着発に短縮したもの
- 彩の台を経由する系統
  - 11系統：林間田園都市駅前 → 霜草 → ＜循環：彩の台＞ → 霜草 → 林間田園都市駅前
  - 12系統：林間田園都市駅前 → 霜草 → あやの台一丁目中
  - 13系統：岩倉大橋[注釈 12] → 霜草 → 林間田園都市駅前
    - 11系統の区間便。公式サイトの路線図では系統番号が表示されていない。

  - 36系統：林間田園都市駅前 → 橋本市民病院前 → 小峰台二丁目東 → ＜循環：彩の台＞ → 小峰台二丁目東 → 橋本市民病院前 → 林間田園都市駅前
  - 15系統：林間田園都市駅前 → 霜草 → ＜循環：彩の台＞ → 小峰台二丁目東 → 橋本市民病院前 → 林間田園都市駅前
  - 37系統：林間田園都市駅前 → 橋本市民病院前 → 小峰台二丁目東 → ＜循環：彩の台＞ → 霜草 → 林間田園都市駅前

1980年11月4日に御幸辻駅前 - 城山台センターの区間で運行開始。林間田園都市駅開業に伴い同駅発着となった。2017年8月26日より36系統が、2021年4月1日より15系統と37系統が新設された。
彩の台への急行便や城山台北発着便も存在したが、現在は設定されていない。

### 高野山麓世界遺産アクセスバス

#### 橋本丹生都比売線
- 橋本駅前 - 九度山駅下 - 丹生都比売神社前

#### 高野丹生都比売線
- 丹生都比売神社前 - 矢立 - 大門 - 千手院橋 - 奥の院前

秋季の土休日のみ運行。両路線は丹生都比売神社前で容易に乗り継げるダイヤとなっている。また、バス車内などでお得な企画乗車券「ぐるっとパス」が販売されている。本路線は年ごとに運行ルートなどが変わっており、例として2016年までは妙寺駅を、2017年度から2022年度は高野口駅前を経由していた。2024年度は運休となった。
なお、正月・祭礼時には橋本駅・妙寺駅・千手院橋から丹生都比売神社前への無料送迎バスが運行される。

### 橋本市コミュニティバス

#### 沿革
- 2004年：橋本市民病院の移転に伴い、市民病院送迎バス（無料）を運行開始[25]。
- 2006年2月：東ルート・中ルートの2ルートでコミュニティバスを運行開始。
- 2006年11月：西ルートを運行開始。
- 2014年4月：北ルートを運行開始。
- 2017年12月4日：一部地域をデマンドタクシー4路線に置き換え[26]。
- 2020年1月4日：市民病院送迎バスをコミュニティバスに統合し、東部線、北部線、西部線、東西幹線の4路線とデマンドタクシー8路線に再編[20]。
- 2023年4月3日[27]
  - 路線バスの廃止に伴い、東部線を国道24号経由に変更し、旧ルートはデマンドタクシー恋野線に変更。
  - 西部線を車庫前・橋本市役所前経由に統一。

#### 現在の路線
一部経路は南海りんかんバスや和歌山バス那賀の廃止路線の経路をたどる。
東西幹線・東部線は主に幹線道路である国道24号を直通するが、その他の路線は下記停留所間で直線的な経路をとらず、迂回することが多い。
- 東部線：車庫前 - 橋本駅前 - 【国道24号】 - あやの台オークワ前
- 北部線：車庫前 - 小原田 - 御幸辻駅筋 - 菖蒲谷 - 御幸辻駅筋 - 林間田園都市駅前 - 光陽台東
- 西部線：橋本駅前 - 車庫前 - 学文路駅前 - 大野ローソン前 - 高野口駅前
- 東西幹線
  - 橋本駅前 - 車庫前 - 紀伊山田駅前 - 高野口駅前
  - 車庫前 - 紀伊山田駅前 - 高野口駅前

## 休廃止路線

### 高野山営業所

#### 立里線(旧ルート、県道53号高野天川線経由)
- 高野山駅前 - 千手院橋 - 奥の院前 - 桜峠下 - 天狗木峠 - 野迫川村役場前(上垣内) - 立里／野迫川村役場前 - 北股 - 北今西／野迫川村役場前 - 池津川 - 中津川
  - 高野龍神スカイライン無料開放前における立里線の旧ルートであり、スカイラインの開業前から運転されている。立里荒神線のみとなってからは、野迫川村までは千手院橋、奥の院前を除き通過する急行バスである。
  - かつては野迫川村内の公共交通としての役割も担っており、西の阪本・小代下（国道168号線）から乗り入れる奈良交通と一部に重複ルートがあった。
  - しかし南海電鉄自動車部門時代の1970年代に、野迫川村役場以南の各ルートを廃止し、現ルートに近い体制となる。廃止後の村内移動手段は、野迫川村営バスにより賄われている。
  - 同線と高野洞川線の廃止以後、県道53号線は野迫川村役場以西の村営バスを除き、公共交通機関が消滅した。
  - 昭和34年頃に事故が発生しており、救助に当たった人物への記念碑が荒神社内の鳥居参道の道中に存在する。

#### 高野洞川線
- 高野山駅前 - 千手院橋 - 奥の院前 - 天狗木峠（南海りんかんバスによる運行区間）
  - 奈良交通と連携して高野山駅前と奈良県天川村の洞川温泉（どろがわおんせん）を結んでいた夏季限定の季節運行路線で、「すずかけライン」の愛称がつけられていた。
  - 立里線と同ルートを走行しており、和歌山・奈良県境の天狗木峠で両社のバスを乗り換える運行形態をとっていた。狭隘区間を通るため、玉川線や立里線旧ルートと同じく、小型の4WDローザ車による運行が多く行われた。
  - この路線は急行路線であるため、スルッとKANSAIのカード類は使えなかった。当時存在した3・3・SUNフリーきっぷも使用できなかったが、こちらは奈良交通側では使用が可能であり、奥の院〜天狗木峠間の運賃を別途支払えば乗車は可能であった（ただし奥之院までは各停バスの乗車が必要）。
  - 高野町・野迫川村・大塔村・天川村などによる、県道53号線の道路整備促進も兼ねた路線であり、通過区間から補助金が出る形で運行していた。しかし大塔村が五條市に合併されるなど補助金を出す自治体自体の減少や自治体の財政事情悪化もあり、2005年を最後に運行が行われなくなった。

#### 玉川線
- 高野山駅前 - 千手院橋 - 一の橋口 - 奥の院前 - 清川橋
  - 1965年時点では、橋本駅前 - 高野山駅前を運行していた[28]。1985年1月末時点で上記の経路となっている[29]。
  - 2010年11月30日限りで桜峠下 - 清川橋間が廃止となり、残存区間の奥の院前 - 桜峠下間は高野山内線に編入された。狭隘道路を走行するため小型車で運行されていた。
  - 桜峠下から先は平原・東などに停留所があったが、同区間はフリー乗降区間となっていた。
  - 路線末期頃には既に終点の清川橋周辺に集落は存在しないが、筒香方面への分岐路を渡って同地区へ徒歩などで連絡する乗客が存在した。
  - 廃止後の筒香(つつが)地区へは、高野町内でも「陸の離れ小島」と化していた富貴地区[注釈 13]への路線バス廃止代替の乗合タクシーである夢たまごハイランドタクシーが筒香まで延長して運転している[注釈 14]。

#### 高野花坂線
- 高野山駅前 - 千手院橋 - 金堂前 - 大門 - 花坂 （1日2往復、土・日祝日運休、夏期と冬期でダイヤが異なる）
  - 2021年4月1日より休止[13]。
  - 大門 - 花坂間は狭隘道路を走行するため小型車で運行されていた。ただし近年同ルートの一般通行車両の増加により、全線に渡って道路が拡幅されつつあった。

#### 鶯谷線（迂回前）
高野警察前で高野山内線と分岐し、北東に進む路線であった。2024年8月26日より専用道の健全度調査で迂回となったことで運休。2025年2月7日より休止。
- 34系統：高野山駅前 - 女人堂 - 高野警察前 - 中之橋霊園

#### 高野山内線（迂回前）
2024年8月26日より専用道の健全度調査で迂回となったことで運休。2025年2月7日より休止。
- 21系統：高野山駅前 - 女人堂 - 千手院橋 - 一の橋口 - 奥の院前
- 22系統：高野山駅前 → 女人堂 → 千手院橋 → 奥の院口 → 奥の院前
- 23系統：高野山駅前 → 女人堂 → 千手院橋 → 奥の院口 → 一の橋口 → 千手院橋 → 女人堂 → 高野山駅前
- 24系統：高野山駅前 - 女人堂 - 千手院橋 - 一の橋口 - 奥の院前 - 桜峠下
- 33系統：高野山駅前 - 女人堂 - 千手院橋 - 金剛峯寺前

基本的には21系統、9 - 13時台に高野山駅前を発車する便は22系統として、夜間に1本高野山駅前 - 奥の院口のみを運行する23系統がそれぞれ運行されていた。桜峠下に向かう24系統はごくわずかな本数のみ運行されていた。33系統は千手大門線の区間便として、20時半以降に運行されていた。

#### 千手大門線

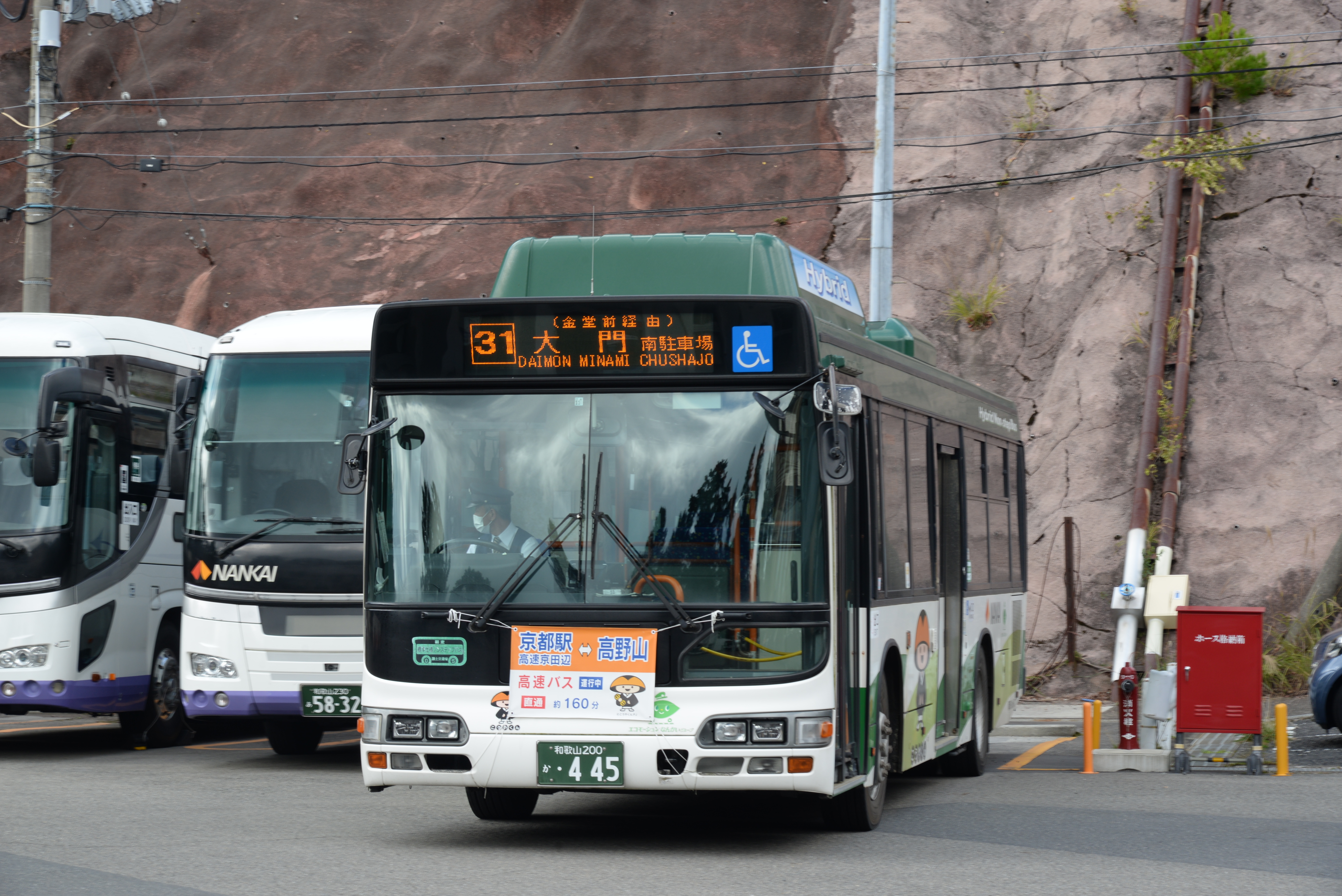
千手大門線の車両

千手院橋から西に進む路線。以前は大門までの運行だったが、2015年4月1日よりパークアンドライド用に新設された大門南駐車場前まで延伸した。
2024年8月26日より専用道の健全度調査による迂回で大門経由のバスが増便した影響で運休。2025年2月7日より休止。
- 31系統：高野山駅前 - 女人堂 - 千手院橋 - 金剛峯寺前 - 金堂前 - 大門 - 大門南駐車場
- 32系統：高野山駅前 - 女人堂 - 千手院橋 - 金剛峯寺前 - 大塔口 - 大門 - 大門南駐車場

32系統の運行は平日朝の大門南駐車場行及び平日夕方の高野山駅前行のそれぞれ1本のみであった。21時以降の便は金剛峯寺前止まりの高野山内線33系統となっていた。

### 橋本営業所

#### 有料道路線
1965年時点では、橋本駅前 - 中の橋を運行していた。1985年1月末時点では、高野口駅前 - 中古沢と高野山駅前 - 花坂に分断されていた。のちに前者は廃止され、後者は高野花坂線となった。

#### 吉原線
1985年1月末時点の運行経路
- 橋本駅前 - 橋本市民病院前（現・車庫前） - 下吉原
- 橋本市民病院前 - 下吉原
- 橋本駅前 - 橋本市民病院前

#### 菖蒲谷線
1985年1月末時点の運行経路
- 橋本駅前 - 上吉原

#### 恋野線
- 橋本駅前 - 恋野
  - 2006年11月14日限りで廃止となった。

#### 九度山線
- 高野口駅前 - 九度山駅前 - 河根小学校前
  - 2009年3月31日限りで廃止となった。南海高野線の名所である丹生川橋梁を潜る唯一の路線バスであった。緑を基調とした塗装のエアロミディMJが使用されていた。

#### 橋本市民プール線
- 橋本駅前 - 市民プール （夏期のみ運行）
  - 2009年度夏期まで有料で運行していたが、平成22年度より無料化に伴い和歌山バス那賀へ運行会社が代わり、一時再開したものの、その後休止。

#### 平野線
- 橋本駅前 - 車庫前 - 御幸辻駅筋 - 平野
  - 2011年11月30日限りで廃止となった。翌12月1日から、廃止区間の一部を、橋本市コミュニティバスがルート変更して運行開始。

#### 紀見線の一部
- 橋本駅前 - 車庫前 - 御幸辻駅筋 - 城野 - 林間田園都市駅前 - 紀見ヶ丘 - 紀見峠
  - 2011年11月30日限りで林間田園都市駅前 - 紀見ヶ丘 - 紀見峠に短縮された。
  - 廃止区間の一部を、橋本市コミュニティバスがルート変更の上、運行を開始した。
  - 2014年3月31日限りで紀見ヶ丘 - 紀見峠が廃止、翌4月1日から橋本市コミュニティバスが廃止区間を運行開始。
  - 2015年12月改正で廃止区間のうち、車庫前 - 林間田園都市駅前間が経路変更及び途中無停車で復活。

#### 九度山町内巡回バス『真田赤備えバス』
NHK大河ドラマ「真田丸」の放送に合わせ、2016年1月24日 - 2017年1月7日の土休日および特定日に運行された。運賃は大人100円、小児50円。赤く塗装された車両を用いていた。
- 南海九度山駅前 - 九度山町役場前 - 真田庵前 - 道の駅くどやま

#### 林間田園都市線
- 紀見ケ丘 - 林間田園都市駅前 - 城山台北 - 上山内
  - 上山内での奈良交通への乗り継ぎで智弁学園方面へ向かうことができた。
- 林間田園都市駅 - （通過） - 霜草 - ＜循環：彩の台＞
- 林間田園都市駅→（通過）→霜草→あやの台一丁目中
- 岩倉大橋→霜草→（通過）→林間田園都市駅
  - 急行便。2004年時点では、彩の台へ向かう全便が三石台、城山台、小峰台を通過していた[31]。その後、ほとんどの便が通過を取りやめたのち[32]、休止となっている[33]。

- 35系統：城山台北→林間田園都市駅前
  - 林間田園都市線の区間便であり、独自の区間はない。2013年12月の時点で土休日1本のみ設定されていた[34]。一旦消滅したのち、2016年6月6日改正で平日早朝6時43分発が再設定されたが[35]、2022年11月1日改正で廃止された。

- 33系統：林間田園都市駅前 - 橋本市民病院前 - 霜草 -  ＜循環：彩の台＞
- 34系統：林間田園都市駅前→橋本市民病院前→アルバック前→小峰台二丁目東→橋本市民病院前→林間田園都市駅前
  - 2023年4月3日改正で消滅した（平日のみ運行のため3月31日が最終運行日）。

#### 林間平野線
- 18系統：林間田園都市駅前→霜草→上山内→平野→霜草→林間田園都市駅前
  - 橋本市が実施する社会実験として、2015年12月5日運行開始。2016年6月5日（平日のみ運行のため6月3日が最終運行日）に路線が休止された。
  - 霜草 - 平野間は2011年に廃止された平野線とほぼ同じルートを通っていた。

#### 山内線
国道24号を東進したのち北上し、橋本市北東部へ向かう路線。2015年12月改正で、これまで別系統であった上山内系統と平野系統を統合し、ループ状の経路とした。2023年4月1日に休止された。国道24号の区間ではコミュニティバス東部線が運行され、末端部ではデマンドタクシー「あやの台線」が運行されている。
- 53系統：橋本駅前→門前→上山内→平野→門前→橋本駅前

#### 真土線
国道24号を東進し橋本市東部へ向かう路線。かつては県境を越え五條バスセンターまで向かっていたが、2008年3月31日限りで奈良県内にあたる上記区間が廃止となり、五條市内への乗り入れが完全に消滅した。残りの区間も2023年4月1日に休止された。
- 橋本駅前 - 門前 - 真土 - 五條バスセンター
- 54系統：橋本駅前 - 門前 - 真土

2002年1月15日までは橋本駅前 - 五條バスセンター間が奈良交通との共同運行路線であったが、以降は当社の単独運行路線となっていた。京阪バスの18号経路とともに、奈良県内においてスルッとKANSAI対応カードの使用が可能な数少ないバス路線の1つであった。

#### 橋本病院線
2015年12月5日より新設。2023年4月1日に休止された。
- 52系統：橋本駅前 - 門前 - 隅田八幡前 - あやの台中央 - 岩倉大橋 - 橋本市民病院前

## 車両
2023年3月31日現在、34台のバス車両を保有する。うちノンステップバスは21台、低床バス（ここではノンステップバス、ワンステップバス、スロープ付きバスを指す）は25台。
一般路線バスの多くは南海バスの現行塗装と同じ塗装か、模様は南海バスと同じで色を白地に緑と黄緑に差し替えた塗装のどちらかが施されている。後者のりんかんバス独自のデザインは高野山の山と空（雲）、さらにお寺（茶色）をイメージしており、2009年に導入したハイブリッドバスで初めて採用された。一部の車両には、観光列車「天空」と同様に赤と緑を基調としたカラーリングや、南海電鉄時代に採用していた緑を基調とした塗装が施されている。過去にはNカラー（南海電鉄バスで1980年代に登場した塗装で、車体に「N」と書かれていた）や、急行バス専用塗装も存在した。高速バス用の車両は南海バスの昼行高速バス用車両と同様の塗装である。
橋本営業所では近年、南海バスから車両を譲渡されたり、バリアフリーに対応した最新鋭の車両の増備が進んでいる。一時期は、和歌山県で大型の新型車両が導入される唯一の地区であった。また、高槻市交通部、立川バス、神戸フェリーバスから移籍した車両も導入されている。（立川バスから移籍した車両は高野山営業所に転属している）2015年には同社初のAT車も導入されている。
高野山営業所の車両は大半が大型車であり、急行路線（立里線・高野龍神線）には専用の車両が採用されている。高野山営業所ではここ数年車両に変化が無かったが、2007年4月に橋本営業所から清川橋・花坂両線及び急行バスの立里線用の小型ノンステップバスが転属、更に2009年には中型ワンステップバスも各一台転属した。その後2009年からは大阪府の排気ガス規制の影響で初期のワンステップバス等が順次転属している他、2009年12月より日野・ブルーリボンシティのハイブリッド車が2台導入された。この車両は在来車の塗装パターンを基調に専用の塗装を採用している。また、高槻市交通部と阪急バスから移籍した車両も導入されている。
全国でも珍しく、濃飛バスとともにリフトアップされたローザ4WDを80条バスでない一般路線バスで使用していた。（主に玉川線の清川橋発着の路線などで使われていた。先述の小型ノンステップバスに置き換えられ廃車となった）
- 通常の始業検査・交番検査や少額修繕は、営業所内に併設されている検修で行われるが国土交通省が定める車検については、特殊な場合を除きすべて大阪府泉佐野市にある南海車両工業まで回送され検査が行われる。その為、通常、大阪府内へ乗り入れすることのない車両を見かけることもごく稀にある。（大阪府にはディーゼル車規制条例が存在していたが、規制地域内で人の乗降などをする場合のみが対象となり、整備目的の回送は可能であった）

## 特徴的なもの
高野山営業所管内の特定区域が乗り放題の「高野山内1日フリー乗車券（1100円）」が同営業所窓口で発売されており、最初に乗車したあと1回目の降車時には本体を乗務員に提示し、券片隅部だけを切り離して運賃箱に入れる（2回目以降の降車は本体を乗務員に提示するのみ）。最終的に高野山駅前まで戻ってきたときに、本体を乗務員が回収する仕組みになっている（運賃表示器にはその旨を記載したステッカーが掲示されている）。高野山営業所窓口では路線図と山内主要停留所時刻表が併記されたリーフレットがあり、誰でも自由にもらうことが出来る。
2015年より、同様の手段で高野山道路の新道開設により道路沿いに新設された「大門南駐車場」からパークアンドライド方式で乗り換えることで利用する「高野山内パーク＆ライド1日フリー乗車券」が新発売されている。
これらの山内向け切符は、高野町内を通過する急行バスでも奥の院前までの乗車は可能である。
そのほか、南海電鉄の鉄道切符と高野山内2日フリー乗車券がセットになった「高野山・世界遺産きっぷ」が発売されている。2021年3月31日までは急行バスと南海電鉄の鉄道切符がセットになった「高野山・立里荒神きっぷ」も発売されていた。